# Vencedores do Tour de France
A classificação geral do Tour de France é a classificação mais importante da corrida e determina o vencedor da corrida. Desde 1919, o líder da classificação geral veste a camisola amarela (em francês:  maillot jaune).

## História
Nas duas primeiras corridas do Tour de France, a classificação geral foi decidida com base no menor tempo acumulado. O vencedor das primeiras corridas do Tour de France usava uma braçadeira verde em vez de uma camisa amarela. Após o segundo Tour de France, as regras foram alteradas, e a classificação geral não era mais calculada por tempo, mas por pontos. Este sistema de pontos foi mantido até 1912, após o que mudou de volta para a classificação do tempo.

Há dúvidas sobre quando começou a camisola amarela. O piloto belga Philippe Thys, que venceu o Tour em 1913, 1914 e 1920, relembrou na revista belga Champions et Vedettes quando tinha 67 anos que ganhou uma camisol amarela em 1913, quando o organizador, Henri Desgrange, pediu que ele usasse uma camisola colorida. Thys recusou, dizendo que ficar mais visível em amarelo encorajaria outros pilotos a ultrapassa-lo. Ele disse
Ele então fez seu argumento de outra direção. Várias etapas depois, foi meu chefe de equipe na Peugeot, (Alphonse) Baugé, que me incentivou a desistir. A camisol amarela seria uma propaganda da empresa e, sendo esse o argumento, fui obrigado a ceder. Então, uma camisola amarela foi comprada na primeira loja que visitamos. Era do tamanho certo, embora tivéssemos que cortar um buraco um pouco maior para a minha cabeça passar.
Ele falou sobre a corrida do ano seguinte, quando “ganhei a primeira etapa e fui derrotado por um pneu pelo Bossus na segunda. Na etapa seguinte, o maillot jaune passou para Georget após um acidente."
O historiador do Tour, Jacques Augendre, chamou Thys de "um cavaleiro valoroso... conhecido por sua inteligência" e disse que sua afirmação "parece livre de qualquer suspeita". Mas: "Nenhum jornal menciona uma camisola amarela antes da guerra. Estando sem testemunhas, não podemos resolver este enigma."

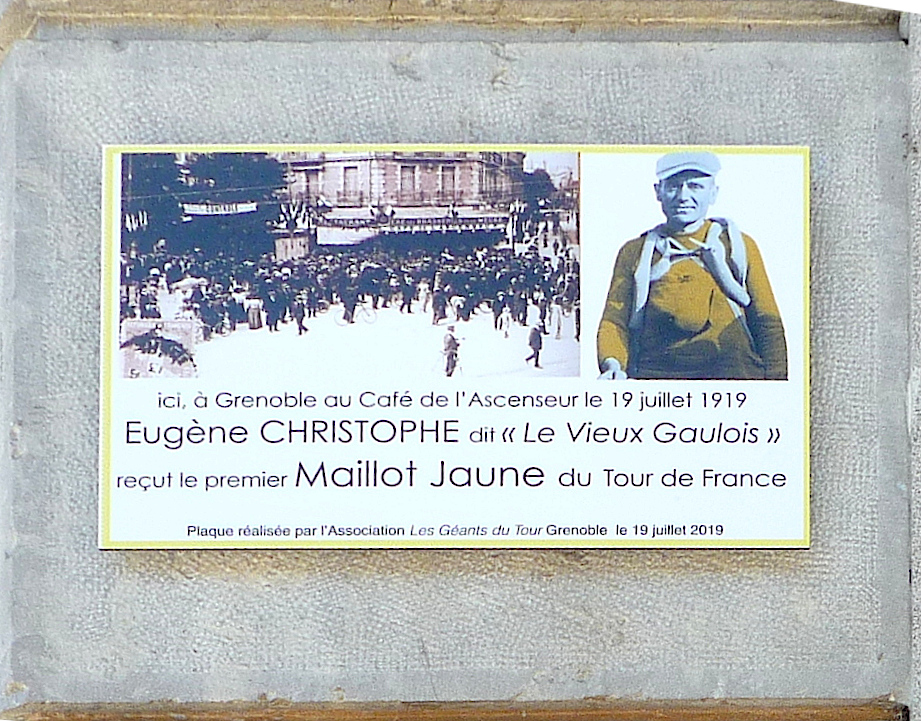
Placa na cidade de Grenoble, comemorando o centenário da apresentação da primeira camisa amarela em 19 de julho de 1919

Segundo a história oficial, a primeira camisola amarela foi vestida pelo francês Eugène Christophe na etapa de Grenoble a Genebra em 19 de julho de 1919. Christophe não gostava de usá-lo e reclamava que os espectadores imitavam canários sempre que ele passava. Não houve apresentação formal quando Christophe vestiu sua primeira camisola amarela em Grenoble, de onde a corrida partiu às 2h para o 325 km até Genebra. Ele recebeu na noite anterior e experimentou mais tarde em seu hotel.
A cor foi escolhida para refletir o papel de jornal amarelo do jornal organizador, L'Auto, ou porque o amarelo era uma cor impopular e, portanto, a única disponível com a qual um fabricante poderia criar camisas com antecedência. As duas possibilidades foram promovidas igualmente, mas a ideia de combinar a cor do jornal de Desgrange parece mais provável porque Desgrange escreveu: "Esta manhã dei ao valente Christophe uma excelente camisola amarela. Vocês já sabem que nosso diretor decidiu que o líder da prova [ de tête du classe général ] deveria usar uma camisola com as cores do L'Auto. A batalha para vestir esta camisola vai ser apaixonante."
No próximo Tour de France em 1920, a camisola amarela inicialmente não foi premiada, mas após a nona etapa, foi introduzida novamente.

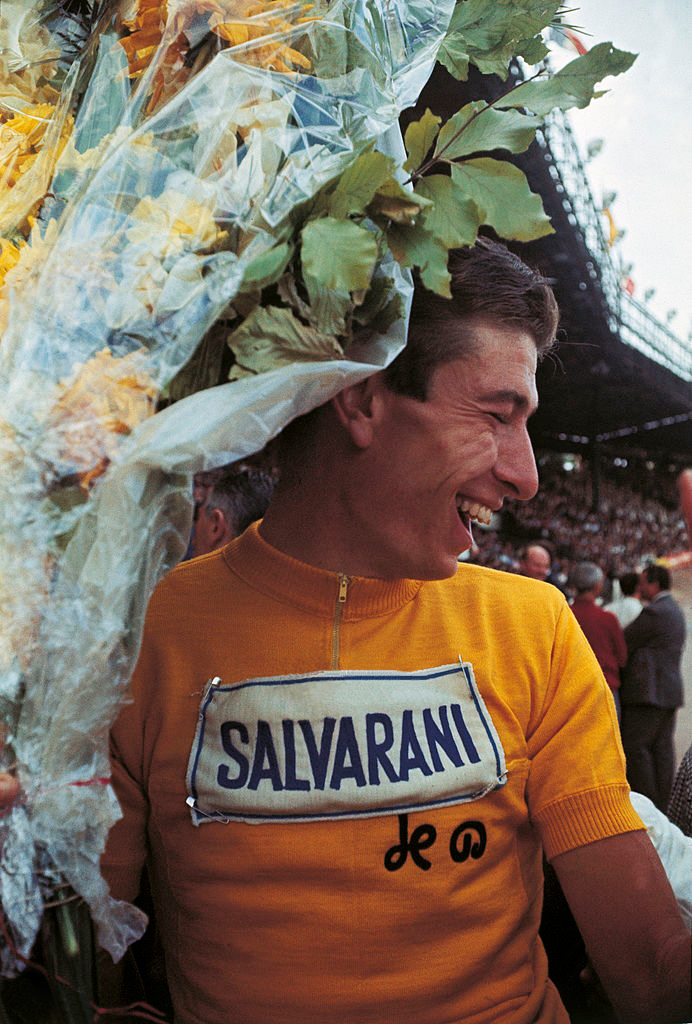
Vencedor da classificação geral do Tour de 1965 Felice Gimondi vestindo a camisa amarela com as iniciais de Henri Desgrange, o primeiro organizador do Tour de France

Após a morte de Desgrange, suas iniciais estilizadas foram adicionadas à camisola amarela, originalmente no peito. Eles mudaram em 1969 para a manga para dar lugar a um logotipo anunciando o Virlux. Um outro anúncio da empresa de roupas Le Coq Sportif apareceu na parte inferior do zíper no pescoço, o primeiro anúncio complementar na camisa amarela. As iniciais de Desgrange voltaram à frente da camisa em 1972. Eles foram removidos em 1984 para dar lugar a um logotipo comercial, mas a Nike os adicionou novamente em 2003 como parte das comemorações do centenário do Tour. Um conjunto de iniciais agora é usado no peito superior direito da camisa.
Em 2013, uma finalização noturna na Champs-Élysées para a etapa final foi feita para comemorar a 100ª edição da corrida. O líder da corrida , Chris Froome, vestiu uma camisa amarela especial coberta com pequenas lantejoulas translúcidas em Paris, bem como no pódio, para permitir que ele ficasse mais visível sob as luzes.
As camisetas amarelas originais eram de estilo convencional. Os pilotos tiveram que puxá-los sobre a cabeça na tribuna. Por muitos anos, a camisa foi feita apenas em tamanhos limitados e muitos pilotos acharam difícil vestir uma, especialmente quando estavam cansados ou molhados. A camisa de apresentação agora é feita com um zíper nas costas e o piloto a puxa pela frente, deslizando as mãos pelas mangas. Ele então recebe mais três camisetas por dia, mais dinheiro (conhecido como "aluguel") por cada dia que lidera a corrida.
A camisa amarela no primeiro dia do Tour é tradicionalmente permitida para ser usada pelo vencedor da corrida do ano anterior; no entanto, usá-lo é uma escolha deixada para o piloto e, nos últimos anos, saiu de moda. Se o vencedor não montar, a camisa não é usada. O vencedor do ano anterior tradicionalmente tem o número de corrida "1" (com seus companheiros de equipe recebendo os outros números de corrida de um dígito), com conjuntos subsequentes de números determinados pelos pilotos mais bem classificados para aquela equipe no Tour anterior. Os pilotos líderes de uma equipe em particular costumam usar o primeiro número da série (11, 21, 31 e assim por diante), mas esses pilotos não são necessariamente candidatos à classificação geral. - as equipes lideradas por velocistas geralmente designam o candidato à classificação por pontos como seu piloto líder.
Não há direitos autorais sobre a camisa amarela e ela foi imitada por muitas outras corridas, embora nem sempre para o melhor piloto geral: no Tour do Benelux, o amarelo é usado pelo melhor jovem piloto. No surf profissional, os atuais líderes masculinos e femininos da World Surf League vestem uma camisa amarela em todas as baterias de uma parada do tour.
No inglês americano, às vezes é referido como johnny suave, uma brincadeira com seu nome francês maillot jaune, originalmente por Lance Armstrong, que o usou muitas vezes durante as corridas de 1999-2005. Armstrong também usa o nome "Mellow Johnny" para sua loja de bicicletas no Texas. A Fundação Lance Armstrong doou uma camisa amarela do Tour de France de 2002 para o Museu Nacional de História Americana.
Cadel Evans se tornou o primeiro australiano a vencer o Tour em 2011. No ano seguinte, Bradley Wiggins tornou-se o primeiro ciclista britânico a vencer o Tour. Chris Froome tornou-se o segundo vencedor Britânico consecutivo em 2013, que foi a 100A edição da corrida. Não conseguiu defender o seu título no ano seguinte, uma vez que caiu na fase 5, com Vincenzo Nibali a vencer a sua primeira digressão. Froome recuperou o título em 2015 e depois defendeu-o com sucesso em 2016, o primeiro piloto em mais de 20 anos a fazê-lo. Froome venceu o Tour pelo terceiro ano consecutivo em 2017. Ele não teve sucesso em suas tentativas de vencer uma quarta turnê consecutiva na edição de 2018, o companheiro de equipe de Froome, Geraint Thomas, foi o vencedor. Thomas não conseguiu vencer pelo segundo ano consecutivo em 2019. Ele terminou em segundo, atrás de seu companheiro de equipe Egan Bernal, que se tornou o primeiro ciclista Colombiano a vencer a turnê.
O tour de 2020 foi adiada para começar em 29 de agosto, após a extensão da proibição de reuniões em massa pelo governo francês após o surto mundial de COVID-19. esta foi a primeira vez, desde o final da Segunda Guerra Mundial, que o Tour de France não foi realizado no mês de julho. Foi vencida por Tadej Pogacar, que se tornou o primeiro ciclista esloveno a vencer a corrida, bem como um dos mais jovens vencedores da história do Tour. Repetiu como campeão na edição de 2021. No ano seguinte, Jonas Vingegaard tornou-se o primeiro piloto Dinamarquês desde 1996 a vencer a corrida. Vingegaard venceu novamente no ano seguinte; ele venceu a edição de 2023 por 7 minutos e 29 segundos de Pogačar.
No dia 19 de julho de 2019, por ocasião do centenário, foi descerrada uma placa no local da entrega da primeira camisa amarela em Grenoble.

## Vencedores
| † | Vencedor de classificação por pontos no mesmo ano                  |
| * | Vencedor de classificação Rei da montanha no mesmo ano             |
| # | Vencedor de camisola branca no mesmo ano                           |
| ‡ | Vencedor de pontos e classificação de Rei da montanha no mesmo ano |

- A coluna de "Ano" refere-se ao ano que a comptetição foi disputada, com links ao artigo sobre essa época.
- A coluna "Distância" refere-se à distância sobre onde foi disputada a corrida.
- A coluna de "Margem" refere-se à margem de tempo ou pontos pela qual o vencedor venceu o próximo ciclista.
- A coluna a "Vitórias etapas" refere-se ao número de vitórias de etapas o vencedor ganhou durante a corrida.

| Ano     | País           | Ciclista                          | Patrocínio/Time                | Distância               | Tempo/Pontos | Margem       | Vitórias etapas | Camisolas Amarelas |
| ------- | -------------- | --------------------------------- | ------------------------------ | ----------------------- | ------------ | ------------ | --------------- | ------------------ |
| 1903    | França         | Maurice Garin                     | La Française                   | 2 428 km (1 510 mi)     | 94h 33' 14"  | + 2h 59' 21" | 3               | 6                  |
| 1904    | França         | Maurice Garin Henri Cornet[E]     | Conte                          | 2 428 km (1 510 mi)     | 96h 05' 55"  | + 2h 16' 14" | 1               | 3                  |
| 1905    | França         | Louis Trousselier                 | Peugeot–Wolber                 | 2 994 km (1 860 mi)     | 35           | 26           | 5               | 10                 |
| 1906    | França         | René Pottier                      | Peugeot                        | 4 637 km (2 880 mi)     | 31           | 8            | 5               | 12                 |
| 1907    | França         | Lucien Petit-Breton               | Peugeot                        | 4 488 km (2 790 mi)     | 47           | 19           | 2               | 5                  |
| 1908    | França         | Lucien Petit-Breton               | Peugeot                        | 4 497 km (2 790 mi)     | 36           | 32           | 5               | 13                 |
| 1909    | Luxemburgo     | François Faber                    | Alcyon                         | 4 498 km (2 790 mi)     | 37           | 20           | 6               | 13                 |
| 1910    | França         | Octave Lapize                     | Alcyon                         | 4 734 km (2 940 mi)     | 63           | 4            | 4               | 3                  |
| 1911    | França         | Gustave Garrigou                  | Alcyon                         | 5 343 km (3 320 mi)     | 43           | 18           | 2               | 13                 |
| 1912    | Bélgica        | Odile Defraye                     | Alcyon                         | 5 289 km (3 290 mi)     | 49           | 59           | 3               | 13                 |
| 1913    | Bélgica        | Philippe Thys                     | Peugeot                        | 5 287 km (3 290 mi)     | 197h 54' 00" | + 8' 37"     | 1               | 8                  |
| 1914    | Bélgica        | Philippe Thys                     | Peugeot                        | 5 380 km (3 340 mi)     | 200h 28' 48" | + 1' 50"     | 1               | 15                 |
| 1915    | —              | —                                 | —                              | —                       | —            | —            | —               | —                  |
| 1916    | —              | —                                 | —                              | —                       | —            | —            | —               | —                  |
| 1917    | —              | —                                 | —                              | —                       | —            | —            | —               | —                  |
| 1918    | —              | —                                 | —                              | —                       | —            | —            | —               | —                  |
| 1919    | Bélgica        | Firmin Lambot                     | La Sportive                    | 5 560 km (3 450 mi)     | 231h 07' 15" | + 1h 42' 54" | 1               | 2                  |
| 1920    | Bélgica        | Philippe Thys                     | La Sportive                    | 5 503 km (3 420 mi)     | 228h 36' 13" | + 57' 21"    | 4               | 14                 |
| 1921    | Bélgica        | Léon Scieur                       | La Sportive                    | 5 485 km (3 410 mi)     | 221h 50' 26" | + 18' 36"    | 2               | 14                 |
| 1922    | Bélgica        | Firmin Lambot                     | Peugeot                        | 5 375 km (3 340 mi)     | 222h 08' 06" | + 41' 15"    | 0               | 3                  |
| 1923    | França         | Henri Pélissier                   | Automoto                       | 5 386 km (3 350 mi)     | 222h 15' 30" | + 30 '41"    | 3               | 6                  |
| 1924    | Itália         | Ottavio Bottecchia                | Automoto                       | 5 425 km (3 370 mi)     | 226h 18' 21" | + 35' 36"    | 4               | 15                 |
| 1925    | Itália         | Ottavio Bottecchia                | Automoto                       | 5 440 km (3 380 mi)     | 219h 10' 18" | + 54' 20"    | 4               | 13                 |
| 1926    | Bélgica        | Lucien Buysse                     | Automoto                       | 5 745 km (3 570 mi)     | 238h 44' 25" | + 1h 22' 25" | 2               | 8                  |
| 1927    | Luxemburgo     | Nicolas Frantz                    | Alcyon                         | 5 398 km (3 350 mi)     | 198h 16' 42" | + 1h 48' 41" | 3               | 14                 |
| 1928    | Luxemburgo     | Nicolas Frantz                    | Alcyon                         | 5 476 km (3 400 mi)     | 192h 48' 58" | + 50' 07"    | 5               | 22                 |
| 1929    | Bélgica        | Maurice De Waele                  | Alcyon                         | 5 286 km (3 280 mi)     | 186h 39' 15" | +44' 23"     | 1               | 16                 |
| 1930    | França         | André Leducq                      | Alcyon                         | 4 822 km (3 000 mi)     | 172h 12' 16" | + 14' 13"    | 2               | 13                 |
| 1931    | França         | Antonin Magne                     | França                         | 5 091 km (3 160 mi)     | 177h 10' 03" | + 12' 56"    | 1               | 16                 |
| 1932    | França         | André Leducq                      | França                         | 4 479 km (2 780 mi)     | 154h 11' 49" | + 24' 03"    | 6               | 19                 |
| 1933    | França         | Georges Speicher                  | França                         | 4 395 km (2 730 mi)     | 147h 51' 37" | + 4' 01"     | 3               | 12                 |
| 1934    | França         | Antonin Magne                     | França                         | 4 470 km (2 780 mi)     | 147h 13' 58" | + 27' 31"    | 3               | 22                 |
| 1935    | Bélgica        | Romain Maes                       | Bélgica                        | 4 338 km (2 700 mi)     | 141h 23' 00" | + 17' 52"    | 3               | 21                 |
| 1936    | Bélgica        | Sylvère Maes                      | Bélgica                        | 4 442 km (2 760 mi)     | 142h 47' 32" | + 26' 55"    | 4               | 14                 |
| 1937    | França         | Roger Lapébie                     | França                         | 4 415 km (2 740 mi)     | 138h 58' 31" | + 7' 17"     | 3               | 4                  |
| 1938    | Itália         | Gino Bartali*                     | Itália                         | 4 694 km (2 920 mi)     | 148h 29' 12" | + 18' 27"    | 2               | 8                  |
| 1939    | Bélgica        | Sylvère Maes*                     | Bélgica                        | 4 224 km (2 620 mi)     | 132h 03' 17" | + 30' 38"    | 2               | 4                  |
| 1940    | —              | —                                 | —                              | —                       | —            | —            | —               | —                  |
| 1941    | —              | —                                 | —                              | —                       | —            | —            | —               | —                  |
| 1942    | —              | —                                 | —                              | —                       | —            | —            | —               | —                  |
| 1943    | —              | —                                 | —                              | —                       | —            | —            | —               | —                  |
| 1944    | —              | —                                 | —                              | —                       | —            | —            | —               | —                  |
| 1945    | —              | —                                 | —                              | —                       | —            | —            | —               | —                  |
| 1946    | —              | —                                 | —                              | —                       | —            | —            | —               | —                  |
| 1947    | França         | Jean Robic                        | França                         | 4 642 km (2 880 mi)     | 148h 11' 25" | + 3' 58"     | 3               | 1                  |
| 1948    | Itália         | Gino Bartali*                     | Itália                         | 4 922 km (3 060 mi)     | 147h 10' 36" | + 26' 16"    | 7               | 9                  |
| 1949    | Itália         | Fausto Coppi*                     | Itália                         | 4 808 km (2 990 mi)     | 149h 40' 49" | + 10' 55"    | 3               | 5                  |
| 1950    | Suíça          | Ferdi Kübler                      | Suíça                          | 4 773 km (2 970 mi)     | 145h 36' 56" | + 9' 30"     | 3               | 11                 |
| 1951    | Suíça          | Hugo Koblet                       | Suíça                          | 4 690 km (2 910 mi)     | 142h 20' 14" | + 22' 00"    | 5               | 11                 |
| 1952    | Itália         | Fausto Coppi*                     | Itália                         | 4 898 km (3 040 mi)     | 151h 57' 20" | + 28' 17"    | 5               | 14                 |
| 1953    | França         | Louison Bobet                     | França                         | 4 476 km (2 780 mi)     | 129h 23' 25" | + 14' 18"    | 2               | 5                  |
| 1954    | França         | Louison Bobet                     | França                         | 4 656 km (2 890 mi)     | 140h 06' 05" | + 15' 49"    | 3               | 14                 |
| 1955    | França         | Louison Bobet                     | França                         | 4 495 km (2 790 mi)     | 130h 29' 26" | + 4' 53"     | 2               | 6                  |
| 1956    | França         | Roger Walkowiak                   | França                         | 4 498 km (2 790 mi)     | 124h 01' 16" | + 1' 25"     | 0               | 8                  |
| 1957    | França         | Jacques Anquetil                  | França                         | 4 669 km (2 900 mi)     | 135h 44' 42" | + 14' 56"    | 4               | 15                 |
| 1958    | Luxemburgo     | Charly Gaul                       | Luxemburgo                     | 4 319 km (2 680 mi)     | 116h 59' 05" | + 3' 10"     | 4               | 2                  |
| 1959    | Espanha        | Federico Bahamontes*              | Spain                          | 4 358 km (2 710 mi)     | 123h 46' 45" | + 4' 01"     | 1               | 6                  |
| 1960    | Itália         | Gastone Nencini                   | Itália                         | 4 173 km (2 590 mi)     | 112h 08' 42" | + 5' 02"     | 0               | 14                 |
| 1961    | França         | Jacques Anquetil                  | França                         | 4 397 km (2 730 mi)     | 122h 01' 33" | + 12' 14"    | 2               | 21                 |
| 1962    | França         | Jacques Anquetil                  | Saint–Raphaël                  | 4 274 km (2 660 mi)     | 114h 31' 54" | + 4' 59"     | 2               | 3                  |
| 1963    | França         | Jacques Anquetil                  | Saint–Raphaël                  | 4 138 km (2 570 mi)     | 113h 30' 05" | + 3' 35"     | 4               | 5                  |
| 1964    | França         | Jacques Anquetil                  | Saint–Raphaël                  | 4 504 km (2 800 mi)     | 127h 09' 44" | + 55"        | 4               | 6                  |
| 1965    | Itália         | Felice Gimondi                    | Salvarani                      | 4 188 km (2 600 mi)     | 116h 42' 06" | + 2' 40"     | 3               | 18                 |
| 1966    | França         | Lucien Aimar                      | Ford–Gitane                    | 4 329 km (2 690 mi)     | 117h 34' 21" | + 1' 07"     | 0               | 6                  |
| 1967    | França         | Roger Pingeon                     | Peugeot–BP–Michelin            | 4 779 km (2 970 mi)     | 136h 53' 50" | + 3' 40"     | 1               | 17                 |
| 1968    | Países Baixos  | Jan Janssen                       | Sauvage–Lejeune                | 4 492 km (2 790 mi)     | 133h 49' 42" | + 38"        | 2               | 1                  |
| 1969    | Bélgica        | Eddy Merckx‡                      | Faema                          | 4 117 km (2 560 mi)     | 116h 16' 02" | + 17' 54"    | 6               | 18                 |
| 1970    | Bélgica        | Eddy Merckx*                      | Faema                          | 4 254 km (2 640 mi)     | 119h 31' 49" | + 12' 41"    | 8               | 20                 |
| 1971    | Bélgica        | Eddy Merckx†                      | Molteni                        | 3 608 km (2 240 mi)     | 96h 45' 14"  | + 9' 51"     | 4               | 17                 |
| 1972    | Bélgica        | Eddy Merckx†                      | Molteni                        | 3 846 km (2 390 mi)     | 108h 17' 18" | + 10' 41"    | 6               | 15                 |
| 1973    | Espanha        | Luis Ocaña                        | Société Bic                    | 4 090 km (2 540 mi)     | 122h 25' 34" | + 15' 51"    | 6               | 14                 |
| 1974    | Bélgica        | Eddy Merckx                       | Molteni                        | 4 098 km (2 550 mi)     | 116h 16' 58" | + 8' 04"     | 8               | 18                 |
| 1975    | França         | Bernard Thévenet                  | Peugeot                        | 4 000 km (2 490 mi)     | 114h 35' 31" | + 2' 47"     | 2               | 8                  |
| 1976    | Bélgica        | Lucien Van Impe                   | Gitane-Campagnolo              | 4 017 km (2 500 mi)     | 116h 22' 23" | + 4' 14"     | 1               | 12                 |
| 1977    | França         | Bernard Thévenet                  | Peugeot                        | 4 096 km (2 550 mi)     | 115h 38' 30" | + 48"        | 1               | 8                  |
| 1978    | França         | Bernard Hinault                   | Renaul-Elf-Gitane              | 3 908 km (2 430 mi)     | 108h 18' 00" | + 3' 56"     | 3               | 3                  |
| 1979    | França         | Bernard Hinault†                  | Renaul-Elf-Gitane              | 3 765 km (2 340 mi)     | 103h 06' 50" | + 13' 07"    | 7               | 17                 |
| 1980    | Países Baixos  | Joop Zoetemelk                    | TI-Ralegh                      | 3 842 km (2 390 mi)     | 109h 19' 14" | + 6' 55"     | 2               | 10                 |
| 1981    | França         | Bernard Hinault                   | Renaul-Elf-Gitane              | 3 753 km (2 330 mi)     | 96h 19' 38"  | + 14' 34"    | 5               | 18                 |
| 1982    | França         | Bernard Hinault                   | Renaul-Elf-Gitane              | 3 507 km (2 180 mi)     | 92h 08' 46"  | + 6' 21"     | 4               | 12                 |
| 1983    | França         | Laurent Fignon#                   | Renaul-Elf-Gitane              | 3 809 km (2 370 mi)     | 105h 07' 52" | + 4' 04"     | 1               | 6                  |
| 1984    | França         | Laurent Fignon                    | Renaul-Elf-Gitane              | 4 021 km (2 500 mi)     | 112h 03' 40" | + 10' 32"    | 5               | 7                  |
| 1985    | França         | Bernard Hinault                   | La Vie Claire                  | 4 109 km (2 550 mi)     | 113h 24' 23" | + 1' 42"     | 2               | 16                 |
| 1986    | Estados Unidos | Greg LeMond                       | La Vie Claire                  | 4 094 km (2 540 mi)     | 110h 35' 19" | + 3' 10"     | 1               | 7                  |
| 1987    | Irlanda        | Stephen Roche                     | Carrera Jeans-Vagabond         | 4 231 km (2 630 mi)     | 115h 27' 42" | + 40"        | 1               | 3                  |
| 1988    | Espanha        | Pedro Delgado                     | Reynolds                       | 3 286 km (2 040 mi)     | 84h 27' 53"  | + 7' 13"     | 1               | 11                 |
| 1989    | Estados Unidos | Greg LeMond                       | ADR Agrigel                    | 3 285 km (2 040 mi)     | 87h 38' 35"  | + 8"         | 3               | 8                  |
| 1990    | Estados Unidos | Greg LeMond                       | Z Vêtements                    | 3 504 km (2 180 mi)     | 90h 43' 20"  | + 2' 16"     | 0               | 2                  |
| 1991    | Espanha        | Miguel Indurain                   | Banesto                        | 3 914 km (2 430 mi)     | 101h 01' 20" | + 3' 36"     | 2               | 10                 |
| 1992    | Espanha        | Miguel Indurain                   | Banesto                        | 3 983 km (2 470 mi)     | 100h 49' 30" | + 4' 35"     | 3               | 10                 |
| 1993    | Espanha        | Miguel Indurain                   | Banesto                        | 3 714 km (2 310 mi)     | 95h 57' 09"  | + 4' 59"     | 2               | 14                 |
| 1994    | Espanha        | Miguel Indurain                   | Banesto                        | 3 978 km (2 470 mi)     | 103h 38' 38" | + 5' 39"     | 1               | 13                 |
| 1995    | Espanha        | Miguel Indurain                   | Banesto                        | 3 635 km (2 260 mi)     | 92h 44' 59"  | + 4' 35"     | 2               | 13                 |
| 1996    | Dinamarca      | Bjarne Riis[A]                    | Team Telekom                   | 3 765 km (2 340 mi)     | 95h 57' 16"  | + 1' 41"     | 2               | 13                 |
| 1997    | Alemanha       | Jan Ullrich#                      | Banesto                        | 3 950 km (2 450 mi)     | 100h 30' 35" | + 9' 09"     | 2               | 12                 |
| 1998    | Itália         | Marco Pantani                     | Mercatone Uno-Bianchi          | 3 875 km (2 410 mi)     | 92h 49' 46"  | + 3' 21"     | 2               | 7                  |
| 1999[B] | Estados Unidos | Lance Armstrong                   | US Postal                      | 3 687 km (2 300 mi)     | 91h 32' 16"  | + 7' 37"     | 4               | 15                 |
| 2000[B] | Estados Unidos | Lance Armstrong                   | US Postal                      | 3 662 km (2 300 mi)     | 92h 33' 08"  | + 6' 02"     | 1               | 12                 |
| 2001[B] | Estados Unidos | Lance Armstrong                   | US Postal                      | 3 458 km (2 100 mi)     | 86h 17' 28"  | + 6' 44"     | 4               | 8                  |
| 2002[B] | Estados Unidos | Lance Armstrong                   | US Postal                      | 3 272 km (2 000 mi)     | 82h 05' 12"  | + 7' 17"     | 4               | 11                 |
| 2003[B] | Estados Unidos | Lance Armstrong                   | US Postal                      | 3 427 km (2 100 mi)     | 83h 41' 12"  | + 1' 01"     | 1               | 13                 |
| 2004[B] | Estados Unidos | Lance Armstrong                   | US Postal                      | 3 391 km (2 100 mi)     | 83h 36' 02"  | + 6' 19"     | 5               | 7                  |
| 2005[B] | Estados Unidos | Lance Armstrong                   | Discovery Channel              | 3 593 km (2 200 mi)     | 86h 15' 02"  | + 4' 40"     | 1               | 17                 |
| 2006    | Espanha        | Floyd Landis Óscar Pereiro[C]     | Caisse d'Epargne-Illes Balears | 3 657 km (2 270 mi)     | 89h 40' 27"  | + 32"        | 0               | 8                  |
| 2007    | Espanha        | Alberto Contador#                 | Discovery Channel              | 3 570 km (2 220 mi)     | 91h 00' 26"  | + 23"        | 1               | 4                  |
| 2008    | Espanha        | Carlos Sastre*                    | Team CSC                       | 3 559 km (2 210 mi)     | 87h 52' 52"  | + 58"        | 1               | 5                  |
| 2009    | Espanha        | Alberto Contador                  | Astana                         | 3 459 km (2 150 mi)     | 85h 48' 35"  | + 4' 11"     | 2               | 7                  |
| 2010    | Luxemburgo     | Alberto Contador Andy Schleck#[D] | Team Saxo Bank                 | 3 642 km (2 260 mi)     | 91h 59' 27"  | + 1' 22"     | 2               | 12                 |
| 2011    | Austrália      | Cadel Evans                       | BMC Racing Team                | 3 430 km (2 130 mi)     | 86h 12' 22"  | + 1' 34"     | 1               | 2                  |
| 2012    | Reino Unido    | Bradley Wiggins                   | Team Sky                       | 3 496 km (2 170 mi)     | 87h 34' 47"  | + 3' 21"     | 2               | 14                 |
| 2013    | Reino Unido    | Chris Froome                      | Team Sky                       | 3 404 km (2 120 mi)     | 83h 56' 20"  | + 4' 20"     | 3               | 14                 |
| 2014    | Itália         | Vincenzo Nibali                   | Astana                         | 3 660,5 km (2 274,5 mi) | 89h 59' 06"  | + 7' 37"     | 4               | 19                 |
| 2015    | Reino Unido    | Chris Froome*                     | Team Sky                       | 3 660,3 km (2 274,4 mi) | 84h 46' 14"  | + 1' 12"     | 1               | 16                 |
| 2016    | Reino Unido    | Chris Froome                      | Team Sky                       | 3 535 km (2 200 mi)     | 89h 04' 48"  | + 4' 05"     | 2               | 14                 |
| 2017    | Reino Unido    | Chris Froome                      | Team Sky                       | 3 540 km (2 200 mi)     | 86h 20' 55"  | + 0' 54"     | 0               | 15                 |
| 2018    | Reino Unido    | Geraint Thomas                    | Team Sky                       | 3 351 km (2 100 mi)     | 83h 17' 13"  | + 1' 51"     | 2               | 11                 |
| 2019    | Colômbia       | Egan Bernal#                      | Team INEOS                     | 3 349 km (2 100 mi)     | 82h 57' 00"  | + 1' 11"     | 0               | 2                  |
| 2020    | Eslovênia      | Tadej Pogačar§                    | UAE Team Emirates              | 3 484 km (2 200 mi)     | 87h 20′ 13″  | + 59″        | 3               | 2                  |
| 2021    | Eslovênia      | Tadej Pogačar§                    | UAE Team Emirates              | 3 414,4 km (2 121,6 mi) | 82h 56′ 36″  | + 5′ 20″     | 3               | 14                 |
| 2022    | Dinamarca      | Jonas Vingegaard*                 | Team Jumbo–Visma               | 3 328 km (2 100 mi)     | 79h 32′ 29″  | + 2′ 43″     | 2               | 11                 |
| 2023    | Dinamarca      | Jonas Vingegaard                  | Team Jumbo–Visma               | 3 406 km (2 100 mi)     | 82h 05′ 42″  | + 7′ 29″     | 1               | 16                 |

## Vencedores múltíplos
| Ciclista                  | Total | Anos                         |
| ------------------------- | ----- | ---------------------------- |
| Jacques Anquetil (FRA)    | 5     | 1957, 1961, 1962, 1963, 1964 |
| Eddy Merckx (BEL)         | 5     | 1969, 1970, 1971, 1972, 1974 |
| Bernard Hinault (FRA)     | 5     | 1978, 1979, 1981, 1982, 1985 |
| Miguel Indurain (ESP)     | 5     | 1991, 1992, 1993, 1994, 1995 |
| Chris Froome (GBR)        | 4     | 2013, 2015, 2016, 2017       |
| Philippe Thys (BEL)       | 3     | 1913, 1914, 1920             |
| Louison Bobet (FRA)       | 3     | 1953, 1954, 1955             |
| Greg LeMond (USA)         | 3     | 1986, 1989, 1990             |
| Lucien Petit-Breton (FRA) | 2     | 1907, 1908                   |
| Firmin Lambot (BEL)       | 2     | 1919, 1922                   |
| Ottavio Bottecchia (ITA)  | 2     | 1924, 1925                   |
| Nicolas Frantz (LUX)      | 2     | 1927, 1928                   |
| André Leducq (FRA)        | 2     | 1930, 1932                   |
| Antonin Magne (FRA)       | 2     | 1931, 1934                   |
| Sylvère Maes (BEL)        | 2     | 1936, 1939                   |
| Gino Bartali (ITA)        | 2     | 1938, 1948                   |
| Fausto Coppi (ITA)        | 2     | 1949, 1952                   |
| Bernard Thévenet (FRA)    | 2     | 1975, 1977                   |
| Laurent Fignon (FRA)      | 2     | 1983, 1984                   |
| Alberto Contador (ESP)[D] | 2     | 2007, 2009                   |
| Tadej Pogačar (SVN)       | 2     | 2020, 2021                   |
| Jonas Vingegaard (DEN)    | 2     | 2022, 2023                   |

## Vencedores por nacionalidade
| País                 | No. de ciclistas vencedores | No. de vitórias |
| -------------------- | --------------------------- | --------------- |
| França[E]            | 36                          | 21              |
| Bélgica              | 18                          | 10              |
| Espanha[D]           | 12                          | 7               |
| Itália               | 10                          | 7               |
| Reino Unido          | 6                           | 3               |
| Luxemburgo           | 5                           | 4               |
| Dinamarca[A]         | 3                           | 2               |
| Estados Unidos[B][C] | 3                           | 1               |
| Países Baixos        | 2                           | 2               |
| Suíça                | 2                           | 2               |
| Eslovênia            | 2                           | 1               |
| Alemanha             | 1                           | 1               |
| Irlanda              | 1                           | 1               |
| Austrália            | 1                           | 1               |
| Colômbia             | 1                           | 1               |

## Regras
O Tour de France e outras corridas por etapas de bicicleta são decididos pela soma do tempo que cada ciclista leva nas etapas diárias. O tempo pode ser adicionado ou subtraído desse tempo total como bônus por vencer etapas individuais ou ser o primeiro a chegar ao topo de uma subida ou penalidades por infrações de regras. O piloto com o menor tempo geral ao final de cada etapa recebe uma camisa amarela cerimonial e o direito de iniciar a próxima etapa do Tour com a camisa amarela. O piloto que receber a camisa amarela após a última etapa em Paris é o vencedor geral do Tour.
Camisas de líder semelhantes existem em outras corridas de ciclismo, mas nem sempre são amarelas. O Tour da Califórnia usou ouro, o Giro d'Italia usa rosa e o Tour Down Under usa uma camisa ocre. Até 2009, a Volta a Espanha usava ouro; desde 2010 a camisa do líder é vermelha.

## Exceções

### Mais de um piloto liderando a classificação geral
Nos primeiros anos do Tour de France, o tempo era medido em minutos, embora os ciclistas geralmente estivessem separados por segundos, o que significava que vários ciclistas às vezes compartilhavam o mesmo tempo. Em 1914 isso aconteceu com os dois líderes Philippe Thys e Jean Rossius.
Após a introdução da camisa amarela em 1919, os líderes da classificação geral dividiram o mesmo tempo duas vezes. Primeiro, em 1929, três pilotos tiveram o mesmo tempo quando a corrida chegou a Bordeaux. Nicolas Frantz de Luxemburgo e os franceses Victor Fontan e André Leducq rodaram todos de amarelo na Etapa 18. Em 1931, Charles Pélissier e Rafaele di Paco lideraram com o mesmo tempo para a Etapa 6.
Os organizadores resolveram o problema dos líderes conjuntos ao conceder a camisa ao piloto que tivesse as melhores colocações diárias no início da corrida. A introdução de um contra-relógio curto no início da corrida em 1967 criou distinções até uma fração de segundo entre os tempos totais dos pilotos, exceto para corridas que não começaram com um contra-relógio, como as edições de 2008, 2011 e 2013. De acordo com as regras da ASO,
"Em caso de empate na classificação geral, o centésimo de segundo registrado pelos cronometristas durante as etapas individuais de contra-relógio será incluído nos tempos totais para decidir o vencedor geral e quem leva a camisa amarela. Se ainda assim resultar empate, somam-se os lugares conquistados em cada fase e, em último caso, conta-se o lugar obtido na fase final."

### Nenhum piloto em amarelo
Vários pilotos que se tornaram líderes da corrida por infortúnio de outros correram no dia seguinte sem a camisa amarela.
- Em 1950, Ferdi Kübler da Suíça rodou com sua camisa nacional em vez de amarela quando o líder da corrida, Fiorenzo Magni abandonou a corrida junto com a equipe italiana em protesto contra ameaças feitas por espectadores.
- Em 1971, Eddy Merckx recusou a camisa depois que o líder anterior, Luis Ocaña, caiu no col de Mente, nos Pirenéus.[28]
- Em 1980 Joop Zoetemelk não vestiu a camisa amarela que passou para ele quando seu rival, Bernard Hinault, se aposentou com tendinite.[28]
- Em 1991, Greg LeMond rodou sem a camisa após uma queda e eliminou Rolf Sørensen.[28]
- Em 2005, Lance Armstrong recusou-se a largar com a camisa amarela depois que o dono anterior, David Zabriskie, foi eliminado por um acidente, mas a vestiu após a zona neutra a pedido dos organizadores da corrida.[29]
- Em 2015 não houve camisa amarela na Etapa 7 depois que Tony Martin caiu na etapa anterior. Martin havia terminado a etapa anterior após a queda (e oficialmente manteve a camisa amarela como resultado), mas quebrou a clavícula na queda e não iniciou a Etapa 7. Chris Froome se tornou o líder geral com a não largada de Martin.[30]

Em 2007 não havia camisa amarela na largada nem número 1; o vencedor do ano anterior, Floyd Landis dos Estados Unidos, falhou no controle de doping após a corrida, e os organizadores se recusaram a declarar um vencedor oficial enquanto se aguarda a arbitragem do caso Landis. Em 20 de setembro de 2007, Landis foi oficialmente destituído de seu título após o veredicto de culpado do tribunal de arbitragem, e o título de 2006 passou para Óscar Pereiro. Em 2008, o vice-campeão do ano anterior, Cadel Evans, recebeu a corrida número "1" quando o vencedor de 2007, Alberto Contador, não conseguiu defender o título devido a uma disputa entre os organizadores ASO e sua nova equipe Astana impedindo essa equipe de montar o Tour.

### Violações de doping
Em 1978, o piloto belga Michel Pollentier tornou-se líder da corrida após atacar no Alpe d'Huez. Ele foi desclassificado no mesmo dia após tentar trapacear em um teste de drogas.
Em 1988, Pedro Delgado, da Espanha, venceu o Tour, apesar de um teste de drogas mostrar que ele havia tomado uma droga que poderia ser usada para esconder o uso de esteróides. A notícia da prova vazou para a imprensa pelo ex-organizador do Tour Jacques Goddet. Delgado foi autorizado a continuar porque a droga, probenecida, não foi proibida pela Union Cycliste Internationale.
O vencedor de 1996, Bjarne Riis, revelou em 2007 que usou drogas durante a corrida de 1996. Ele foi convidado a ficar longe do Tour de 2007 em seu cargo de diretor esportivo da equipe dinamarquesa CSC.
O vencedor de 2006, Floyd Landis, foi desclassificado mais de um ano após a corrida. Depois que ele falhou em um teste de controle de doping após sua impressionante vitória no estágio 17, um painel de arbitragem o declarou culpado de doping em setembro de 2007; o título oficial do Tour de 2006 passou para Óscar Pereiro. Landis recorreu do caso ao Tribunal Arbitral do Esporte, mas perdeu o recurso no final de junho de 2008, permitindo que Óscar Pereiro iniciasse a edição de 2008 do Le Tour de France como o campeão não qualificado do Tour de 2006.
Em 2007, o piloto dinamarquês Michael Rasmussen foi retirado da corrida por sua equipe após reclamações de que não havia se disponibilizado para testes de drogas no início do ano. Rasmussen disse que estava no México, mas houve relatos de que ele foi visto treinando na Itália. Mais tarde, ele admitiu doping por mais de uma década.
Maurice Garin venceu o Tour de France antes que as camisas amarelas fossem concedidas; mas em 1904, ele foi desclassificado como vencedor após reclamações de que ele e outros pilotos trapacearam. As alegações desapareceram com os outros arquivos do Tour de France, quando foram levados para o sul em 1940 para evitar a invasão alemã. Mas um homem, que conheceu Garin quando menino, lembrou que Garin admitiu ter pegado um trem no meio do caminho.
Em 2012, Lance Armstrong foi destituído de seus sete títulos do Tour de France pela UCI, após um relatório da Agência Antidopagem dos Estados Unidos revelando que Armstrong havia usado sistematicamente drogas para melhorar o desempenho durante grande parte de sua carreira, incluindo todas as sete vitórias no Tour.

## Dias de registro em amarelo
O piloto que mais vestiu a camisa amarela é o belga Eddy Merckx, que a usou por 96 dias. Apenas quatro outros pilotos o usaram por mais de 50 dias: Bernard Hinault, Miguel Induráin, Chris Froome e Jacques Anquetil. Até que seus recordes foram revogados em 2012, Lance Armstrong estava em 2º com 83.
Greg LeMond venceu o tour três vezes, Laurent Fignon venceu duas vezes e Joop Zoetemelk venceu uma vez, cada um deles passou 22 dias na liderança da corrida.
Entre os pilotos ativos, Froome está na liderança com 59, Tadej Pogačar e Jonas Vingegaard têm 21, Julian Alaphilippe, 18 e Geraint Thomas, 15.
O piloto a usar a camisa em mais passeios é Hinault com 8, que foi em todos os passeios em que participou. Merckx, André Darrigade e Fabian Cancellara usaram em 6 Tours e Indurain, Anquetil e Zoetemelk usaram em 5 Tours.
O maior número de pilotos a vestir a camisa em uma única edição do Le Tour de France é oito, o que aconteceu em 1958 e 1987.

## Recusa de materiais sintéticos
A camisa amarela foi feita por décadas, como todas as outras camisas de ciclismo, de lã. Não existiam fibras sintéticas que tivessem o calor e a absorção da lã. O bordado era caro e, portanto, as únicas letras que apareciam na camisa eram as iniciais de Desgrange em HD. Os pilotos adicionaram o nome da equipe para a qual estavam competindo ou a equipe profissional para a qual normalmente competiam (nos anos em que o Tour era para equipes nacionais e não patrocinadas) anexando um painel de tecido estampado na frente da camisa por alfinetes.
Embora não existisse material sintético para criar camisas inteiras, fios sintéticos ou misturas foram adicionados em 1947, após a chegada da Sofil como patrocinador. Sofil fez fios artificiais. Os cavaleiros, principalmente o francês Louison Bobet (Louis Bobet como ainda era conhecido), acreditavam na pureza da lã. Bobet insistiu que os ciclistas precisavam de lã para seus longos dias de suor no calor e na poeira. Era uma questão de higiene. Tecidos artificiais faziam os pilotos suarem demais. E, em seu primeiro Tour de France, ele se recusou a usar a camisa com a qual havia sido presenteado.
Goddet lembrou:
"Produziu um verdadeiro drama. Nosso contrato com a Sofil estava desmoronando. Se a notícia tivesse se espalhado, o efeito comercial teria sido desastroso para o fabricante. Lembro-me de ter discutido com ele boa parte da noite. Louison sempre foi primorosamente cortês, mas seus princípios eram tão duros quanto os blocos de granito de sua costa nativa da Bretanha."

## "Elegância em amarelo"
Para o veterano escritor e apresentador de televisão Jean-Paul Ollivier, a camisa de lã amarela...
"...deu aos pilotos uma elegância rara, mesmo que a forma como pegava no ar deixasse a desejar. Em lã, depois em Rhovyl - um material usado para fazer roupas íntimas — entrou para a lenda pela qualidade de quem o usava. Aqueles foram os anos das seleções. Em 1930, Henri Desgrange, o organizador, decidiu que as equipes patrocinadas comercialmente estavam planejando estragar sua corrida e optou por equipes que representavam países. O Tour de France permaneceu assim até 1962, quando voltou às equipes comerciais com exceção de 1967 e 1968 e os pilotos amarraram em suas camisetas um pneu sobressalente [nos ombros] Uma tira estreita de algodão branco colocada no peito mostrava discretamente o nome do patrocinador fora do Tour: La Perle, Mercier, Helyett..."
O advento da estampagem por flocagem, processo em que a penugem de algodão é pulverizada sobre a cola estampada, e depois da serigrafia, combinada com o domínio dos materiais sintéticos para aumentar a publicidade nas camisas: o domínio que Ollivier lamenta. "Todos os tipos de fantasias, como camisetas fluorescentes ou shorts", disse ele. Tal foi a quantidade de publicidade quando Bernard Thévenet aceitou a camisa amarela quando o Tour terminou pela primeira vez na Champs-Élysées em 1975 que o ministro do Esporte francês contou todos os logotipos e protestou para as emissoras. Desde então, o número de pessoas com acesso ao pódio foi restrito.

## Patrocínio
O banco francês Crédit Lyonnais patrocina o maillot jaune desde 1987. A empresa é parceira comercial do Tour desde 1981. Ele concede um leão de brinquedo - le lion en peluche - ao vencedor de cada dia como uma brincadeira com seu nome. Em 2007, o patrocínio da camisa foi creditado à LCL, nova denominação do Crédit Lyonnais após sua aquisição por outro banco, o Crédit Agricole.
A camisa foi produzida por vários fabricantes - Nike de 1996 a 2011, Le Coq Sportif de 2012 a 2021 e Santini de 2022.